# Tonny More
Tonny More (artiestennaam van Anthonie (Tonny) Knollenburg) (Amsterdam, 28 maart 1922 – Amsterdam, 11 november 1985) was gitarist-zanger van het Cocktail Trio. 
More speelde aanvankelijk in het orkest van Carel Alberts sr., maar toen dat uit elkaar viel, ging hij met Alberts naar het Amsterdamse etablissement "Place Pigalle". Daar ontmoetten zij Ad van de Gein, met wie zij het Het Cocktail Trio vormden.
Tonny More was getrouwd met de Franse zangeres Louise Quariat (artiestennaam Nina Balti). Hij overleed op 63-jarige leeftijd in het Academisch Medisch Centrum in Amsterdam aan de gevolgen van een hartinfarct.